# Asilisaurus
Asilisaurus kongwe
Genre
Espèce
Asilisaurus (du swahili asili ['ancêtre', 'fondation'] et kongwe ['ancien'] et du grec sauros [lézard']) est un genre éteint proche de l'origine des dinosaures. L'espèce vécut il y a environ 245 millions d'années (appartenant donc au Trias moyen),.
Une seule espèce est rattachée au genre, Asilisaurus kongwe.
Son émergence précéda de 10 à 15 millions d'années les plus anciens dinosaures connus, bien qu'il coexista ensuite avec eux. Asilisaurus « a de nombreuses caractéristiques en commun avec les dinosaures mais se trouve juste en dehors de l'arbre généalogique des dinosaures ». Il s'agit d'un parent éloigné et plus âgé que les dinosaures, mais pas d'un ancêtre.
Asilisaurus se déplaçait à quatre pattes, à hauteur d'un mètre tout au plus. Il avait un bec, et devait être herbivore, ou bien omnivore mais se nourrissant principalement de plantes. Il pesait entre 10 et 30 kg,,.
Ses ossements furent découverts en Tanzanie, dans la formation de Manda.

## Publication originale
- (en) Sterling J. Nesbitt, Christian Alfred Sidor, Randall B. Irmis, Kenneth D. Angielczyk, Roger M. H. Smith et Linda A. Tsuji, « Ecologically distinct dinosaurian sister group shows early diversification of Ornithodira », Nature, NPG et Springer Science+Business Media, vol. 464, no 7285,‎ 4 mars 2010, p. 95-98 (ISSN 1476-4687 et 0028-0836, OCLC 01586310, PMID 20203608, DOI 10.1038/NATURE08718, lire en ligne).